# ヴラホ・ブコヴァッツ
ヴラホ・ブコヴァッツ（Vlaho Bukovac、イタリア語名：Biagio Faggioni、1855年7月4日 - 1922年4月23日）はクロアチア生まれの画家である。写実主義や印象派まで、さまざまなスタイルの絵画を描いた。

## 略歴
当時、オーストリア＝ハンガリー帝国の版図であった現在のクロアチアのツァヴタットで生まれた。11歳の1866年に叔父とアメリカ大陸に移民となって渡った。1870年代にペルーに住んだ後、サンフランシスコに住み、そこで独学で絵を学んだ。1877年にパリに渡り、国立高等美術学校（エコール・デ・ボザール）のアレクサンドル・カバネルのもとで学んだ。1885年から1893年まで、ダルマチアやベルグラード、セルビアの宮廷で働いた。
1893年にはザグレブに移り、1902年からウィーンに移り、1903年からプラハの美術院の教師となり、その職を亡くなるまで続けた。プラハで教えた学生には、ボフミル・クビシュタ(Bohumil Kubišta)、エミール・フィラ(Emil Filla)、ベドジフ・ファイグル(Bedřich Feigl)らがいる。
ブコヴァッツは様々なスタイルで描くことのできた画家で、初めは写実的な風俗画や風景画を描き、1882年のサロン・ド・パリで成功した。1990年代の終わりには印象派のスタイルに移り、点描も試みた。さらにアール・ヌーボーに分類される作品も描いた。また多くの優れた女性像を残している。

## 作品

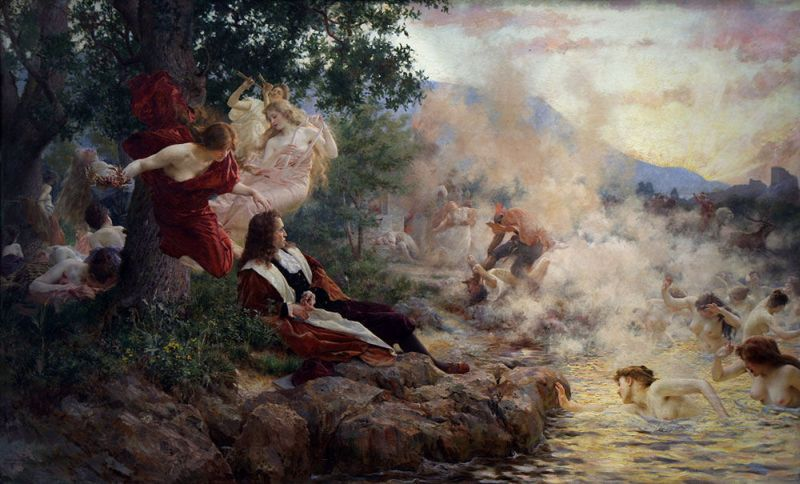
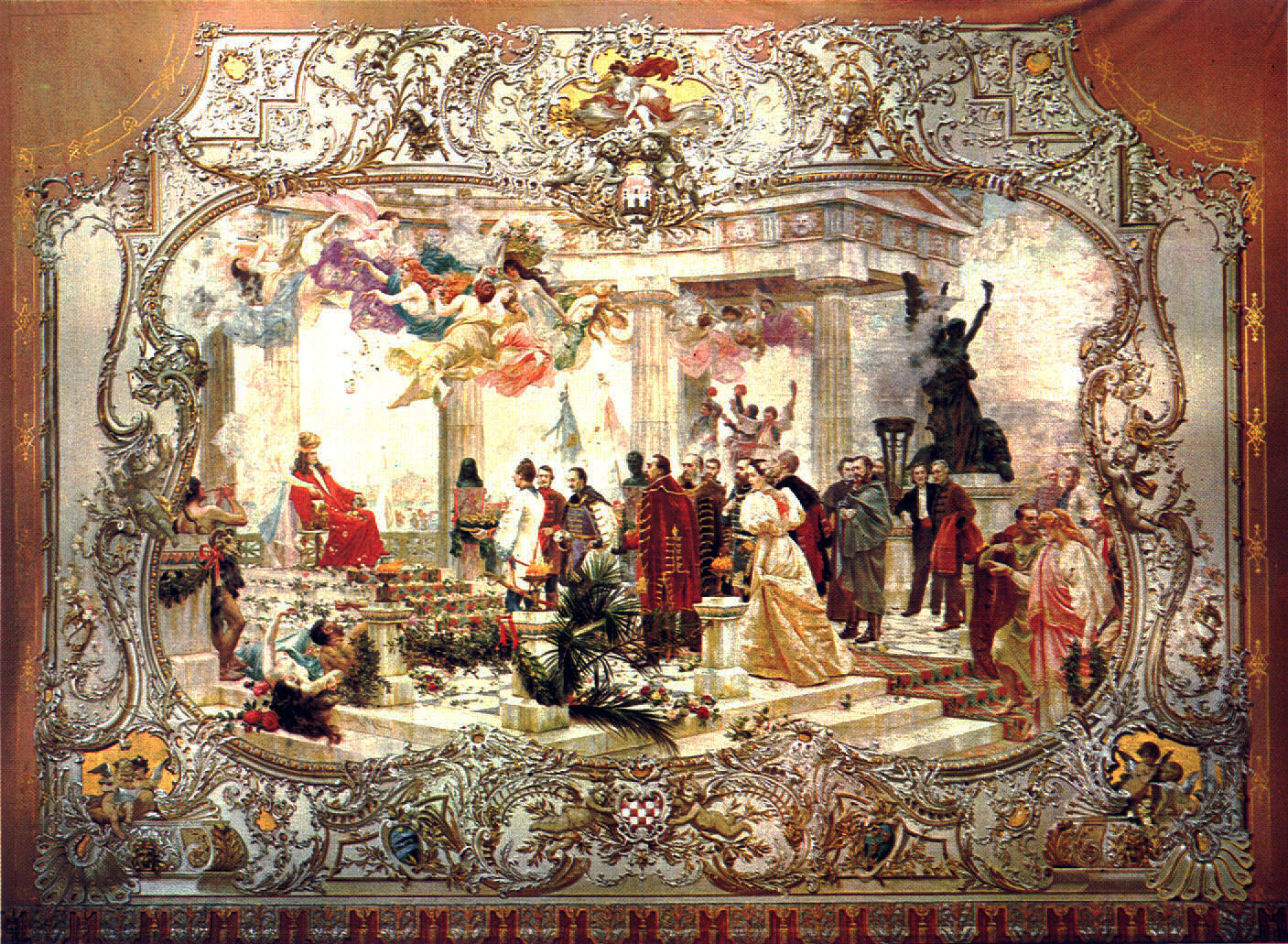
Croatian Revival
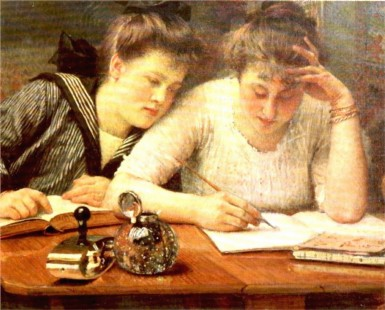
「英語の授業」
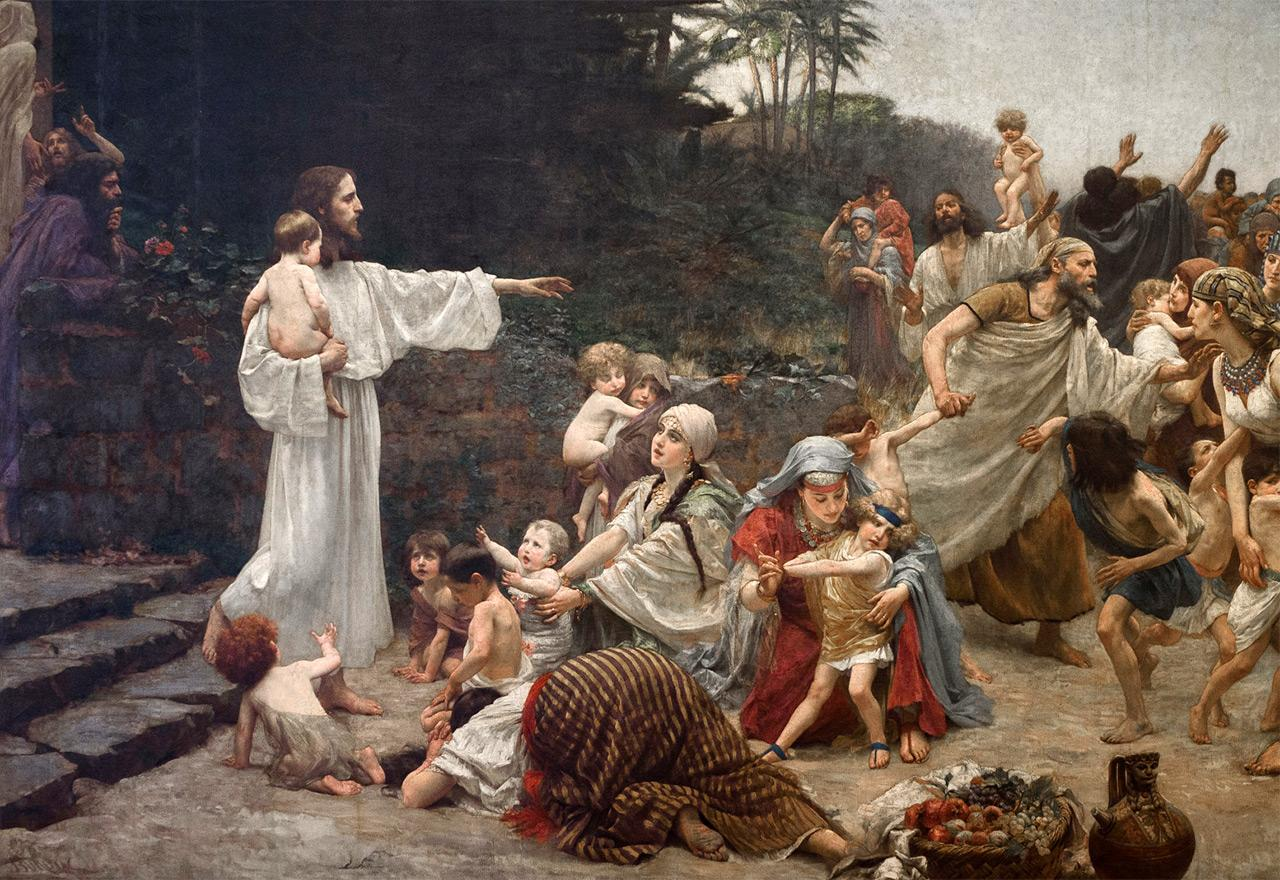
「主は小さきものの友である」
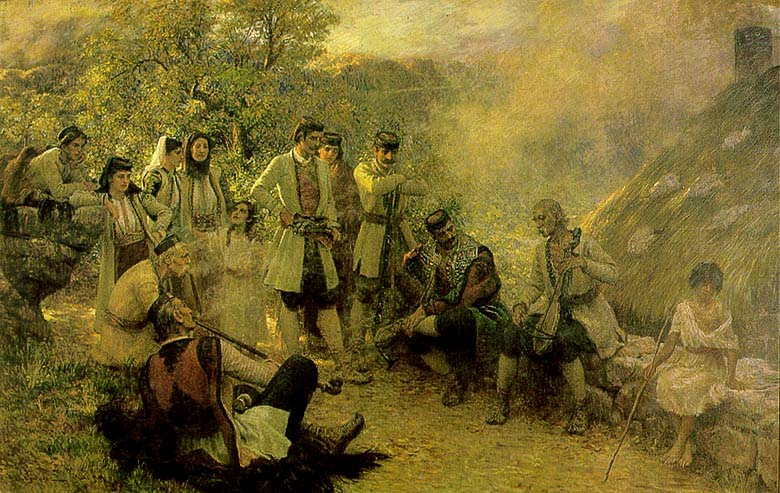
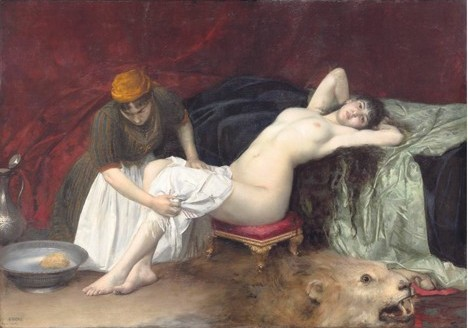
Velika Iza (1882)
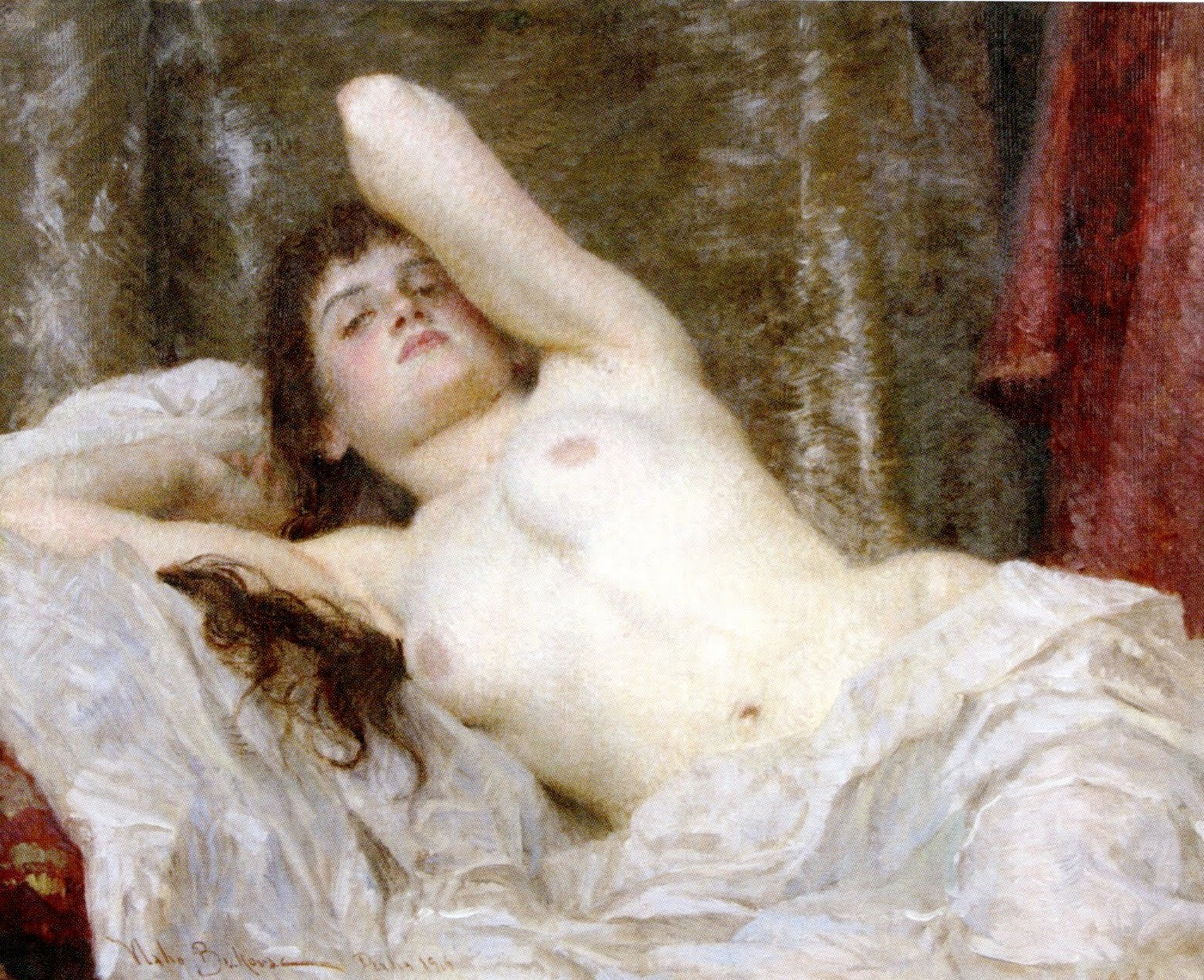
ヌード
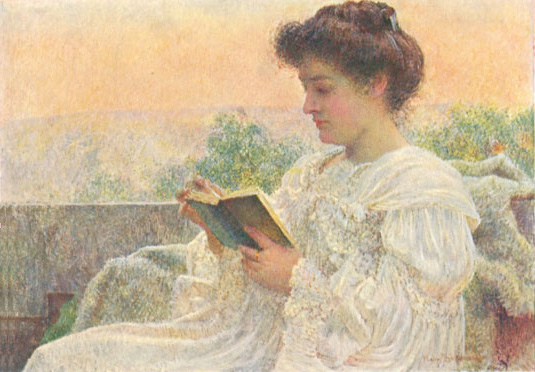
本を読む女

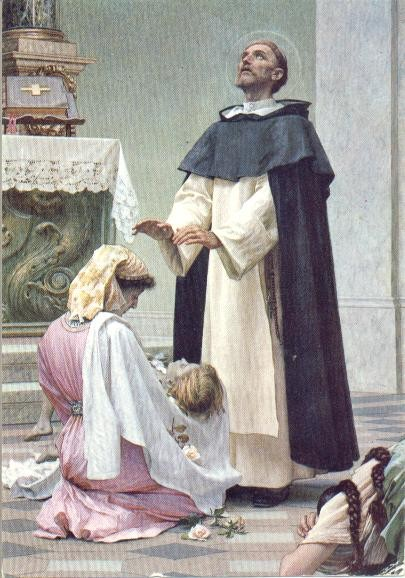
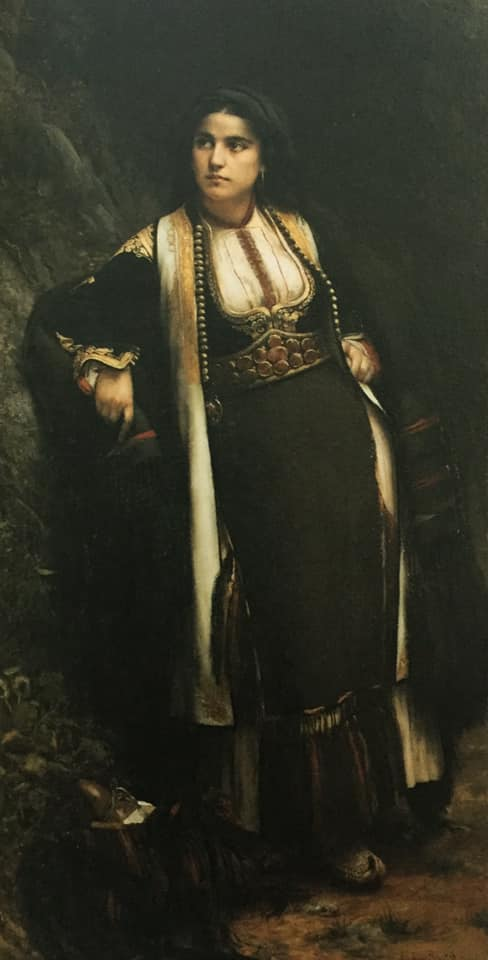
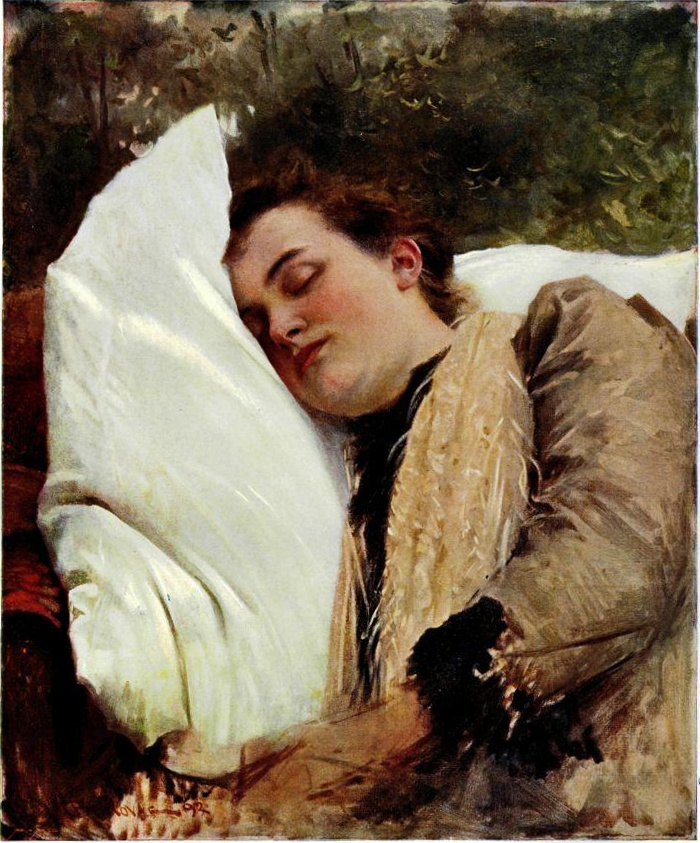
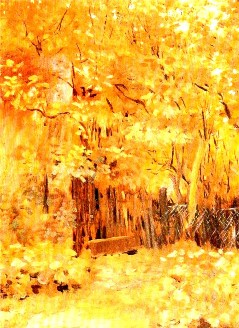
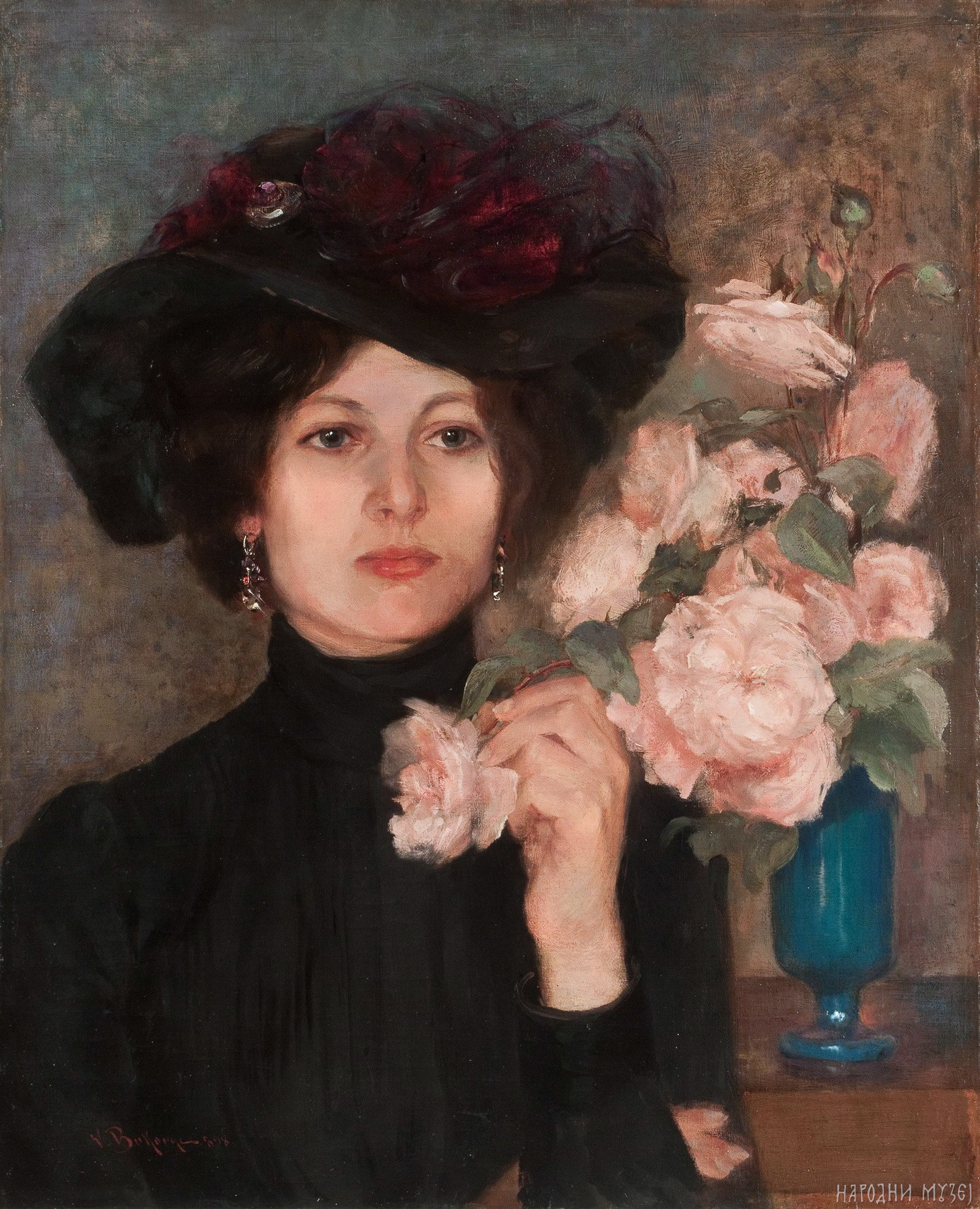
男爵夫人
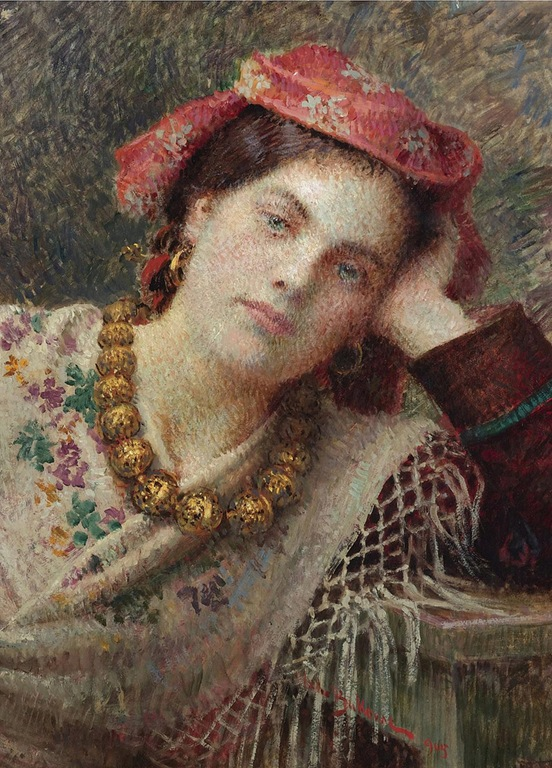
空想
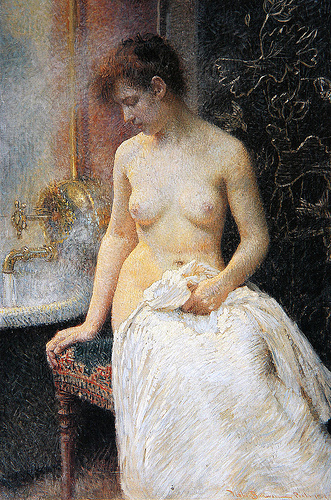
入浴
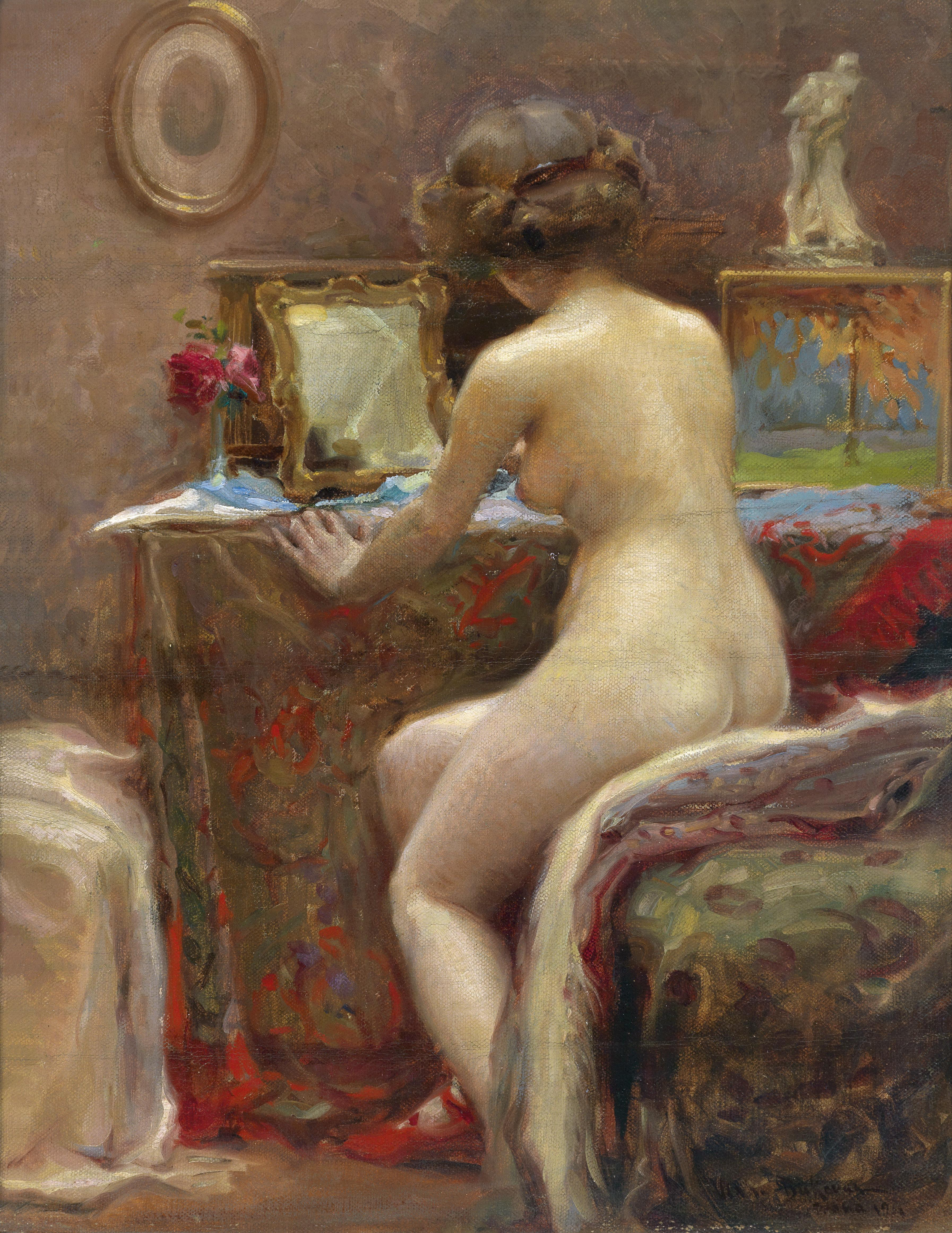
「化粧鏡の前にて」 （1914）
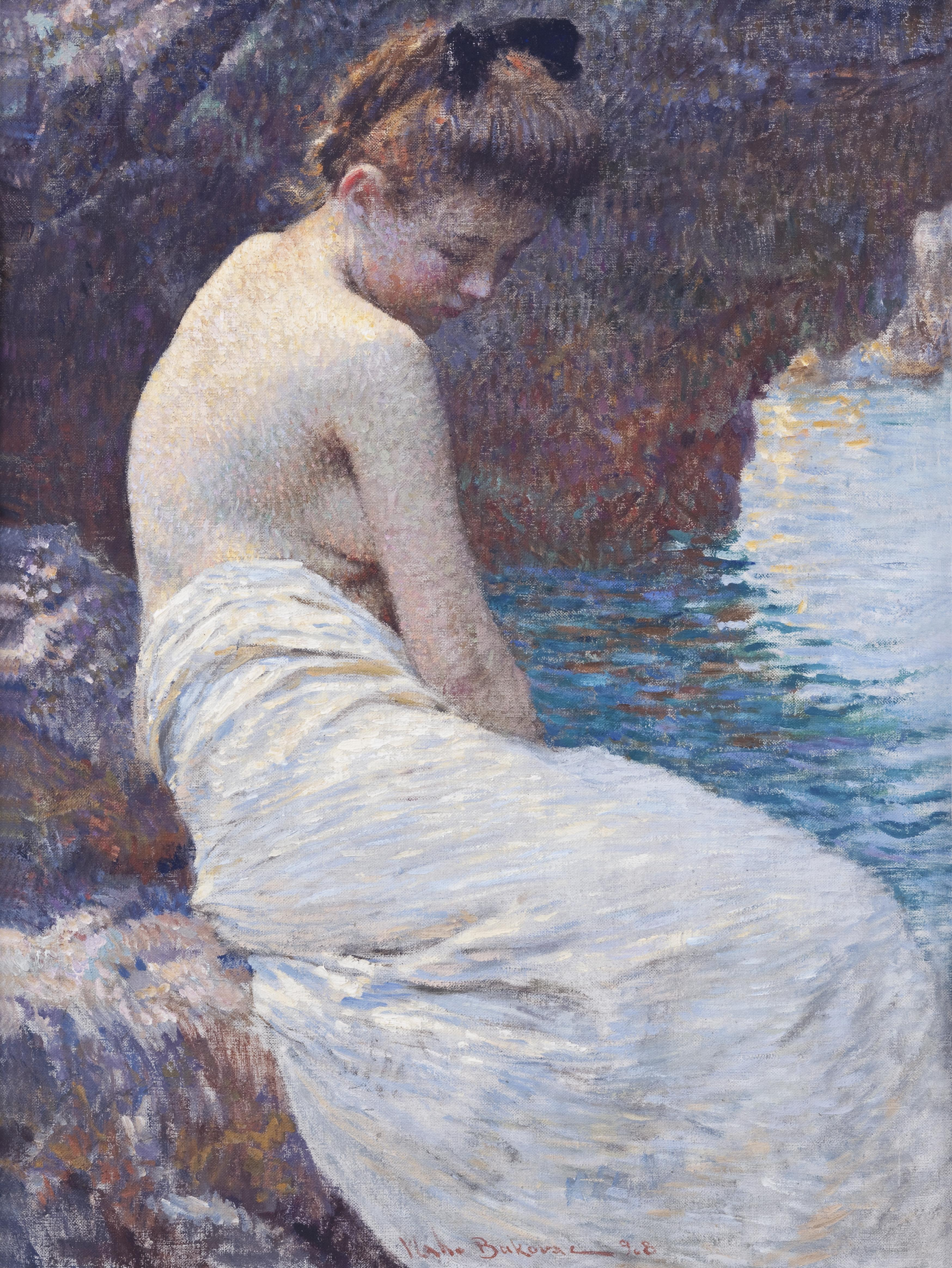
海岸で
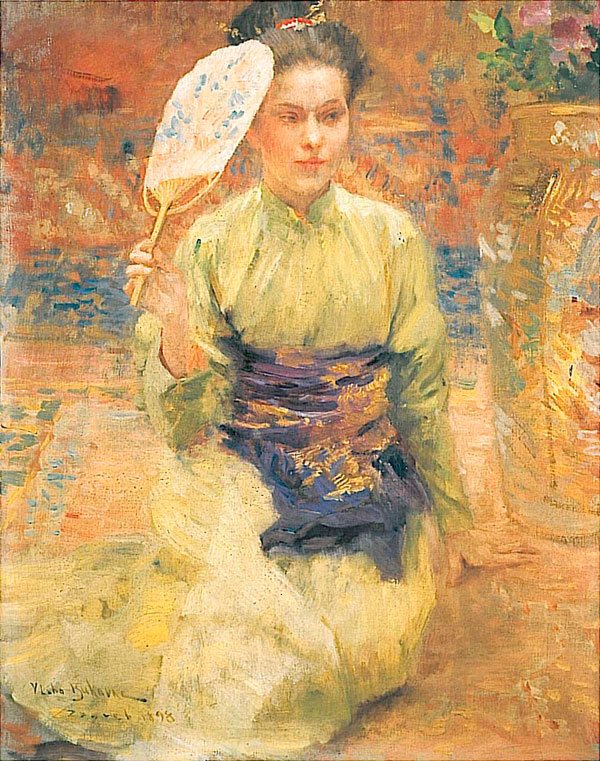
日本の着物